# Psicologismo
Lo psicologismo è in filosofia quella posizione che identifica leggi logiche e leggi psicologiche. In questo suo significato più ristretto, lo psicologismo si può intendere come una posizione di riduzionismo in filosofia della logica. Più in generale, si possono caratterizzare come psicologiste tutte quelle filosofie che riservano alla psicologia un qualche tipo di primato, o che in genere danno qualche particolare risalto alla sfera psicologica. Ogni forma di riduzionismo, che intenda identificare le entità di un certo ambito di discorso con entità psicologiche, può essere vista come una forma di psicologismo.

## Origini del termine
Il termine "psicologismo" entra nel dibattito filosofico nel corso dell'Ottocento. Fu utilizzato da Johann Eduard Erdmann per riferirsi criticamente ad autori quali Fries e Beneke. Questi, in polemica con l'idealismo hegeliano e le filosofie di stampo trascendentale, cercarono di sviluppare in maniera differente la riflessione kantiana, vedendo nella psicologia, intesa come scienza della "esperienza interna", il fondamento di ogni sapere scientifico e filosofico. Nel dibattito italiano il termine è invece utilizzato da Vincenzo Gioberti, essenzialmente come sinonimo di soggettivismo, e per criticare la posizione filosofica e teologica di Rosmini, il cui pensiero intendeva procedere dall'uomo a Dio e non viceversa.

## LoPsychologismus-Streit
Il problema dello psicologismo fu particolarmente avvertito fra la fine dell'Ottocento e gli inizi del Novecento. Il ruolo della logica e il suo rapporto con la psicologia furono oggetto del cosiddetto "Psychologismus-Streit", che animò in questi anni la cultura europea, in particolare quella di lingua tedesca. Fra gli autori che in questa controversia difesero e argomentarono la posizione psicologista si ricordano in particolare John Stuart Mill, Christoph von Sigwart, Benno Erdmann, Theodor Lipps, Gerardus Heymans, Theodor Elsenhans, Herbert Spencer e il padre della moderna psicologia Wilhelm Wundt. Viceversa, autori che seppure in forme differenti possono essere annoverati fra i critici dello psicologismo sono Johann Friedrich Herbart, Hermann Lotze, Bernard Bolzano e, in particolare, Gottlob Frege ed Edmund Husserl.

## Vedi anche
- Framing